# Flor Salvaje
Flor Salvaje – amerykańska telenowela z 2011 roku. Wyprodukowana przez wytwórnię Telemundo.
Telenowela była emitowana m.in. w Stanach Zjednoczonych na kanale Telemundo od 2 sierpnia 2011 do 2 marca 2012.

## Obsada
| Aktor               | Postać                             |
| ------------------- | ---------------------------------- |
| Mónica Spear        | Amanda Monteverde / Flor Salvaje   |
| Roberto Manrique    | Sacramento Rojas (Iglesias)        |
| Tony Dalton         | Don Rafael Urrieta                 |
| José Luis Reséndez  | Pablo Aguilar                      |
| Jonathan Islas      | Abel Torres                        |
| María Elisa Camargo | Catalina Larrazabal de Urrieta     |
| Gregorio Pernía     | Mariano Guerrero                   |
| Geraldine Zivic     | La Mina                            |
| Norkys Batista      | Zahra                              |
| Angeline Moncayo    | Correcaminos (Road Runner) / Elena |
| Indhira Serrano     | Olga                               |
| Carolina Gaitán     | Alicia / Malicia (Malice)          |
| Claudia La Gatta    | Clara                              |
| Viviana Corrales    | Rocío / Trepadora (Climber)        |
| Pedro Palacio       | Piruetas (Pirouette)               |
| Alex Gil            | Periodista / Enrique „Ricky"       |
| Francisco Bolivar   | Dudi                               |
| Pedro Rendón        | Dr. Jose Maria Rojas               |
| José Luis Paniagua  | Don Raimundo Rojas                 |
| Laura Torres        | Susana Monteverde                  |
| Susana Rojas        | Ana Monteverde / Anaconda          |
| Sara Quintero       | La Beba                            |